# Lista de episódios de Last Man Standing
Last Man Standing é uma sitcom de televisão estadunidense que estreou em 11 de outubro de 2011 no canal ABC. Criada por Jack Burditt, a série estrela Tim Allen como Mike Baxter, anteriormente um homem da natureza amplamente viajado, mas agora diretor de marketing em uma loja de artigos esportivos no Colorado, cuja vida doméstica é dominada por mulheres: sua esposa Vanessa (Nancy Travis) e suas três filhas, Eve (Kaitlyn Dever), Mandy (Molly Ephraim/Molly McCook), e Kristin (Alexandra Krosney/Amanda Fuller). Héctor Elizondo também estrela como Ed Alzate, o chefe de Mike na loja de artigos esportivos "Outdoor Man", enquanto Christoph Sanders aparece como Kyle Anderson, um jovem funcionário da loja. Em 2018, após ser cancelada, a Fox resgatou a série para uma sétima temporada. Em abril de 2019, a Fox renovou a série para uma oitava temporada. Em maio de 2020, a série foi renovada para uma nona e última temporada, que estreou em 3 de janeiro de 2021.
Em 20 de maio de 2021, 194 episódios de "Last Man Standing" foram ao ar, concluindo a nona temporada e finalizando a série.

## Resumo
| Temporada | Temporada | Episódios | Exibição original      | Exibição original   | Exibição original |
| Temporada | Temporada | Episódios | Estreia de temporada   | Final de temporada  | Canal             |
| --------- | --------- | --------- | ---------------------- | ------------------- | ----------------- |
|           | 1         | 24        | 11 de outubro de 2011  | 8 de maio de 2012   | ABC               |
|           | 2         | 18        | 2 de novembro de 2012  | 22 de março de 2013 | ABC               |
|           | 3         | 22        | 20 de setembro de 2013 | 25 de abril de 2014 | ABC               |
|           | 4         | 22        | 3 de outubro de 2014   | 17 de abril de 2015 | ABC               |
|           | 5         | 22        | 25 de setembro de 2015 | 22 de abril de 2016 | ABC               |
|           | 6         | 22        | 23 de setembro de 2016 | 31 de março de 2017 | ABC               |
|           | 7         | 22        | 28 de setembro de 2018 | 10 de maio de 2019  | Fox               |
|           | 8         | 21        | 2 de janeiro de 2020   | 30 de abril de 2020 | Fox               |
|           | 9         | 21        | 3 de janeiro de 2021   | 20 de maio de 2021  | Fox               |

## Episódios

### 1ª temporada (2011–12)
| No. na série | No. | Título                            | Dirigido por | Escrito por                                      | Exibição                | Código de prod. | Audiência (milhões) |
| ------------ | --- | --------------------------------- | ------------ | ------------------------------------------------ | ----------------------- | --------------- | ------------------- |
| 1            | 1   | "Pilot"                           | John Pasquin | Jack Burditt                                     | 11 de outubro de 2011   | 1ATP79          | 13.19               |
| 2            | 2   | "Last Baby Proofing Standing"     | John Pasquin | Linda Videtti Figueiredo                         | 11 de outubro de 2011   | 1ATP01          | 13.19               |
| 3            | 3   | "Grandparents Day"                | John Pasquin | Liz Astrof                                       | 18 de outubro de 2011   | 1ATP02          | 10.34               |
| 4            | 4   | "Last Halloween Standing"         | John Pasquin | Marsh McCall                                     | 25 de outubro de 2011   | 1ATP03          | 9.88                |
| 5            | 5   | "Co-Ed Softball"                  | John Pasquin | Kevin Hench                                      | 1 de novembro de 2011   | 1ATP04          | 9.42                |
| 6            | 6   | "Good Cop, Bad Cop"               | John Pasquin | Eben Russell                                     | 8 de novembro de 2011   | 1ATP07          | 9.26                |
| 7            | 7   | "Home Security"                   | John Pasquin | Eben Russell                                     | 15 de novembro de 2011  | 1ATP05          | 9.06                |
| 8            | 8   | "House Rules"                     | John Pasquin | Andy Gordon                                      | 22 de novembro de 2011  | 1ATP08          | 9.29                |
| 9            | 9   | "Guess Who's Coming to Dinner"    | John Pasquin | Kevin Hench                                      | 29 de novembro de 2011  | 1ATP09          | 10.32               |
| 10           | 10  | "Last Christmas Standing"         | John Pasquin | Jack Burditt                                     | 6 de dezembro de 2011   | 1ATP10          | 8.79                |
| 11           | 11  | "The Passion of the Mandy"        | John Pasquin | Marsh McCall                                     | 13 de dezembro de 2011  | 1ATP06          | 7.51                |
| 12           | 12  | "Moon Over Kenya"                 | John Pasquin | Steve Baldikoski & Bryan Behar                   | 3 de janeiro de 2012    | 1ATP12          | 7.93                |
| 13           | 13  | "Take Your Daughter to Work"      | John Pasquin | Joe Port & Joe Wiseman                           | 10 de janeiro de 2012   | 1ATP13          | 7.57                |
| 14           | 14  | "Odd Couple Out"                  | John Pasquin | Liz Astrof & Linda Videtti Figueiredo            | 17 de janeiro de 2012   | 1ATP11          | 8.59                |
| 15           | 15  | "House of Spirits"                | John Pasquin | Liz Astrof & Linda Videtti Figueiredo            | 7 de fevereiro de 2012  | 1ATP16          | 7.78                |
| 16           | 16  | "Tree of Strife"                  | John Pasquin | Kevin Hench                                      | 7 de fevereiro de 2012  | 1ATP14          | 8.02                |
| 17           | 17  | "Adrenaline"                      | John Pasquin | Andy Gordon                                      | 14 de fevereiro de 2012 | 1ATP15          | 7.64                |
| 18           | 18  | "Baxter & Sons"                   | John Pasquin | História por: Kim FlaggRoteiro por: Marsh McCall | 21 de fevereiro de 2012 | 1ATP17          | 7.46                |
| 19           | 19  | "Ding Dong Ditch"                 | John Pasquin | Jon Haller                                       | 28 de fevereiro de 2012 | 1ATP18          | 7.50                |
| 20           | 20  | "Animal Wrongs"                   | John Pasquin | Marsh McCall                                     | 20 de março de 2012     | 1ATP19          | 6.98                |
| 21           | 21  | "Wherefore Art Thou, Mike Baxter" | John Pasquin | Kevin Hench                                      | 10 de abril de 2012     | 1ATP20          | 6.84                |
| 22           | 22  | "This Bud's For You"              | John Pasquin | Steve Baldikoski & Bryan Behar                   | 17 de abril de 2012     | 1ATP22          | 6.51                |
| 23           | 23  | "The Spotlight"                   | John Pasquin | Eben Russell                                     | 1 de maio de 2012       | 1ATP23          | 6.52                |
| 24           | 24  | "Found Money"                     | John Pasquin | Andy Gordon                                      | 8 de maio de 2012       | 1ATP21          | 6.62                |

### 2ª temporada (2012–13)
| No. na série | No. | Título                       | Dirigido por | Escrito por                              | Exibição                | Código de prod. | Audiência (milhões) |
| ------------ | --- | ---------------------------- | ------------ | ---------------------------------------- | ----------------------- | --------------- | ------------------- |
| 25           | 1   | "Voting"                     | John Pasquin | Tim Doyle & Jon Haller                   | 2 de novembro de 2012   | 2ATP03          | 8.07                |
| 26           | 2   | "Dodgeball Club"             | John Pasquin | Kevin Hench                              | 9 de novembro de 2012   | 2ATP01          | 7.44                |
| 27           | 3   | "High Expectations"          | John Pasquin | Michael Shipley                          | 16 de novembro de 2012  | 2ATP07          | 7.13                |
| 28           | 4   | "Ed's Twice Ex-Wife"         | John Pasquin | Sarah Jane Cunningham & Suzie V. Freeman | 23 de novembro de 2012  | 2ATP02          | 6.68                |
| 29           | 5   | "Mother Fracker"             | John Pasquin | Ed Yeager                                | 30 de novembro de 2012  | 2ATP06          | 6.72                |
| 30           | 6   | "Circle of Life"             | John Pasquin | Vince Calandra                           | 7 de dezembro de 2012   | 2ATP04          | 6.54                |
| 31           | 7   | "Putting a Hit on Christmas" | John Pasquin | Mike Teverbaugh                          | 14 de dezembro de 2012  | 2ATP08          | 6.81                |
| 32           | 8   | "Bullying"                   | John Pasquin | Kevin Hench                              | 4 de janeiro de 2013    | 2ATP05          | 6.63                |
| 33           | 9   | "Attractive Architect"       | John Pasquin | Mike Teverbaugh                          | 11 de janeiro de 2013   | 2ATP12          | 6.89                |
| 34           | 10  | "The Help"                   | John Pasquin | Ed Yeager                                | 18 de janeiro de 2013   | 2ATP13          | 6.62                |
| 35           | 11  | "Mike's Pole"                | John Pasquin | Vince Calandra                           | 1 de fevereiro de 2013  | 2ATP11          | 6.92                |
| 36           | 12  | "Quarterback Boyfriend"      | John Pasquin | Sid Youngers                             | 8 de fevereiro de 2013  | 2ATP09          | 7.29                |
| 37           | 13  | "What's in a Name?"          | John Pasquin | Kevin Hench                              | 15 de fevereiro de 2013 | 2ATP14          | 6.74                |
| 38           | 14  | "Buffalo Bill Day"           | John Pasquin | Julie Larson                             | 22 de fevereiro de 2013 | 2ATP10          | 6.04                |
| 39           | 15  | "Breaking Curfew"            | John Pasquin | Vince Calandra                           | 1 de março de 2013      | 2ATP15          | 7.05                |
| 40           | 16  | "Private Coach"              | John Pasquin | Ed Yeager                                | 8 de março de 2013      | 2ATP16          | 6.96                |
| 41           | 17  | "The Fight"                  | John Pasquin | Michael Shipley                          | 15 de março de 2013     | 2ATP17          | 6.43                |
| 42           | 18  | "College Girl"               | John Pasquin | Sarah Jane Cunningham & Suzie V. Freeman | 22 de março de 2013     | 2ATP18          | 7.85                |

### 3ª temporada (2013–14)
| No. na série | No. | Título                     | Dirigido por           | Escrito por                                                        | Exibição                | Código de prod. | Audiência (milhões) |
| ------------ | --- | -------------------------- | ---------------------- | ------------------------------------------------------------------ | ----------------------- | --------------- | ------------------- |
| 43           | 1   | "Back to School"           | John Pasquin           | Kevin Hench                                                        | 20 de setembro de 2013  | 3ATP01          | 6.67                |
| 44           | 2   | "Driving Lessons"          | John Pasquin           | Mike Teverbaugh                                                    | 27 de setembro de 2013  | 3ATP02          | 5.73                |
| 45           | 3   | "Pledging"                 | John Pasquin           | Michael Shipley                                                    | 4 de outubro de 2013    | 3ATP03          | 6.22                |
| 46           | 4   | "Ryan v. John Baker"       | John Pasquin           | Ed Yeager                                                          | 11 de outubro de 2013   | 3ATP04          | 6.03                |
| 47           | 5   | "Haunted House"            | Jonathan Taylor Thomas | Amy Mass                                                           | 18 de outubro de 2013   | 3ATP05          | 6.19                |
| 48           | 6   | "Larabee for School Board" | John Pasquin           | Vince Calandra                                                     | 1 de novembro de 2013   | 3ATP06          | 6.36                |
| 49           | 7   | "Shoveling Snow"           | John Pasquin           | Mike Haukom                                                        | 8 de novembro de 2013   | 3ATP07          | 6.22                |
| 50           | 8   | "Vanessa Fixes Kyle"       | John Pasquin           | Kevin Abbott                                                       | 15 de novembro de 2013  | 3ATP09          | 6.15                |
| 51           | 9   | "Thanksgiving"             | Ted Wass               | Vince Calandra                                                     | 22 de novembro de 2013  | 3ATP08          | 6.21                |
| 52           | 10  | "Spanking"                 | John Pasquin           | Miriam Tragdon & Gracie Charters                                   | 6 de dezembro de 2013   | 3ATP10          | 6.27                |
| 53           | 11  | "Elfie"                    | Ted Wass               | História por: Maisie CulverRoteiro por: Bryan Larrivee & D.J. Ryan | 13 de dezembro de 2013  | 3ATP11          | 6.27                |
| 54           | 12  | "All About Eve"            | John Pasquin           | Kevin Hench                                                        | 10 de janeiro de 2014   | 3ATP12          | 7.18                |
| 55           | 13  | "Breaking Boyd"            | John Pasquin           | Lisa K. Nelson                                                     | 17 de janeiro de 2014   | 3ATP13          | 6.22                |
| 56           | 14  | "Renaming Boyd's School"   | John Pasquin           | Jonathan Haller                                                    | 24 de janeiro de 2014   | 3ATP14          | 6.34                |
| 57           | 15  | "Tasers"                   | John Pasquin           | Sid Youngers                                                       | 31 de janeiro de 2014   | 3ATP15          | 6.92                |
| 58           | 16  | "Stud Muffin"              | Ted Wass               | Tim Doyle                                                          | 28 de fevereiro de 2014 | 3ATP16          | 6.37                |
| 59           | 17  | "Eve's Boyfriend"          | John Pasquin           | Mike Haukom                                                        | 7 de março de 2014      | 3ATP18          | 6.38                |
| 60           | 18  | "Project Mandy"            | John Pasquin           | Mike Haukom                                                        | 28 de março de 2014     | 3ATP17          | 6.47                |
| 61           | 19  | "Hard-Ass Teacher"         | Jonathan Taylor Thomas | Mike Teverbaugh                                                    | 4 de abril de 2014      | 3ATP19          | 6.30                |
| 62           | 20  | "Parenting Bud"            | John Pasquin           | Vince Calandra                                                     | 11 de abril de 2014     | 3ATP20          | 5.90                |
| 63           | 21  | "April, Come She Will"     | John Pasquin           | Kevin Hench                                                        | 18 de abril de 2014     | 3ATP21          | 5.39                |
| 64           | 22  | "Mutton Busting"           | Tim Doyle              | Michael Shipley                                                    | 25 de abril de 2014     | 3ATP22          | 6.10                |

### 4ª temporada (2014–15)
| No. na série | No. | Título                 | Dirigido por      | Escrito por     | Exibição                | Código de prod. | Audiência (milhões) |
| ------------ | --- | ---------------------- | ----------------- | --------------- | ----------------------- | --------------- | ------------------- |
| 65           | 1   | "Here's the Kicker"    | John Pasquin      | Michael Shipley | 3 de outubro de 2014    | 4ATP01          | 6.91                |
| 66           | 2   | "War Games"            | Victor Gonzalez   | Kevin Hench     | 3 de outubro de 2014    | 4ATP02          | 6.91                |
| 67           | 3   | "Rediscover America"   | Victor Gonzalez   | Vince Calandra  | 10 de outubro de 2014   | 4ATP03          | 6.62                |
| 68           | 4   | "Sinkhole"             | Joel Murray       | Vince Calandra  | 17 de outubro de 2014   | 4ATP05          | 6.79                |
| 69           | 5   | "School Merger"        | John Pasquin      | Mike Teverbaugh | 24 de outubro de 2014   | 4ATP06          | 6.18                |
| 70           | 6   | "Mike Advises Mandy"   | John Pasquin      | Ed Yeager       | 31 de outubro de 2014   | 4ATP04          | 6.71                |
| 71           | 7   | "Big Shots"            | John Pasquin      | Joey Gutierrez  | 7 de novembro de 2014   | 4ATP07          | 6.67                |
| 72           | 8   | "Risky Behavior"       | John Pasquin      | Mike Haukom     | 14 de novembro de 2014  | 4ATP08          | 7.07                |
| 73           | 9   | "Changing Light Bulbs" | Ted Wass          | Lisa K. Nelson  | 21 de novembro de 2014  | 4ATP09          | 7.10                |
| 74           | 10  | "Outdoor Man Grill"    | Ted Wass          | Tim Doyle       | 5 de dezembro de 2014   | 4ATP10          | 6.66                |
| 75           | 11  | "Wedding Planning"     | Robbie Countryman | Matt Berry      | 12 de dezembro de 2014  | 4ATP11          | 5.99                |
| 76           | 12  | "Helen Potts"          | John Pasquin      | Amy Mass        | 9 de janeiro de 2015    | 4ATP13          | 8.60                |
| 77           | 13  | "Mike Hires Chuck"     | John Pasquin      | Mike Haukom     | 16 de janeiro de 2015   | 4ATP12          | 6.88                |
| 78           | 14  | "Eve's Breakup"        | John Pasquin      | Michael Shipley | 30 de janeiro de 2015   | 4ATP14          | 7.51                |
| 79           | 15  | "Big Brother"          | John Pasquin      | Lisa K. Nelson  | 6 de fevereiro de 2015  | 4ATP15          | 7.23                |
| 80           | 16  | "Three Sundays"        | Victor Gonzalez   | Vince Calandra  | 20 de fevereiro de 2015 | 4ATP16          | 6.58                |
| 81           | 17  | "Kyle's Friend"        | Victor Gonzalez   | Joey Gutierrez  | 27 de fevereiro de 2015 | 4ATP17          | 7.35                |
| 82           | 18  | "Mandy's Party"        | Victor Gonzalez   | Matt Berry      | 13 de março de 2015     | 4ATP18          | 6.94                |
| 83           | 19  | "Summer Internship"    | Victor Gonzalez   | Maisie Culver   | 20 de março de 2015     | 4ATP19          | 6.97                |
| 84           | 20  | "Restaurant Opening"   | Victor Gonzalez   | Gracie Charters | 3 de abril de 2015      | 4ATP20          | 6.56                |
| 85           | 21  | "Vanessa Fixes Up Eve" | Tim Doyle         | Ed Yeager       | 10 de abril de 2015     | 4ATP21          | 6.44                |
| 86           | 22  | "Daddy Dearest"        | Robbie Countryman | Mike Teverbaugh | 17 de abril de 2015     | 4ATP22          | 6.16                |

### 5ª temporada (2015–16)
| No. na série | No. | Título                   | Dirigido por           | Escrito por            | Exibição                | Código de prod. | Audiência (milhões) |
| ------------ | --- | ------------------------ | ---------------------- | ---------------------- | ----------------------- | --------------- | ------------------- |
| 87           | 1   | "The Wolf Returns"       | John Pasquin           | Michael Shipley        | 25 de setembro de 2015  | 5ATP01          | 6.27                |
| 88           | 2   | "Free Range Parents"     | Victor Gonzalez        | Ed Yeager              | 2 de outubro de 2015    | 5ATP02          | 6.55                |
| 89           | 3   | "Ping-pong"              | Victor Gonzalez        | Kevin Hench            | 9 de outubro de 2015    | 5ATP04          | 6.35                |
| 90           | 4   | "Educating Boyd"         | Victor Gonzalez        | Mike Haukom            | 16 de outubro de 2015   | 5ATP05          | 6.58                |
| 91           | 5   | "The Road Less Driven"   | John Pasquin           | Jon Haller             | 23 de outubro de 2015   | 5ATP06          | 7.16                |
| 92           | 6   | "Halloween"              | Victor Gonzalez        | Mike Teverbaugh        | 30 de outubro de 2015   | 5ATP03          | 6.94                |
| 93           | 7   | "The Dad Hat"            | Victor Gonzalez        | Maisie Culver          | 6 de novembro de 2015   | 5ATP08          | 6.85                |
| 94           | 8   | "The Big Sleepover"      | Victor Gonzalez        | Sid Youngers           | 13 de novembro de 2015  | 5ATP09          | 7.47                |
| 95           | 9   | "The Gratitude List"     | John Pasquin           | Richard Brandon Manus  | 20 de novembro de 2015  | 5ATP07          | 7.29                |
| 96           | 10  | "The Puck Stops Here"    | Victor Gonzalez        | Kevin Hench            | 4 de dezembro de 2015   | 5ATP10          | 6.67                |
| 97           | 11  | "Gift of the Wise Man"   | Robbie Countryman      | Kevin Abbott           | 11 de dezembro de 2015  | 5ATP11          | 6.84                |
| 98           | 12  | "Polar Run"              | Victor Gonzalez        | Joey Gutierrez         | 8 de janeiro de 2016    | 5ATP12          | 7.33                |
| 99           | 13  | "Mike and the Mechanics" | Robbie Countryman      | Mike Haukom            | 15 de janeiro de 2016   | 5ATP13          | 6.99                |
| 100          | 14  | "The Ring"               | Victor Gonzalez        | Ed Yeager              | 29 de janeiro de 2016   | 5ATP14          | 6.87                |
| 101          | 15  | "Home Sweet Loan"        | Victor Gonzalez        | Dylan Tanous           | 5 de fevereiro de 2016  | 5ATP15          | 6.66                |
| 102          | 16  | "Eve's Band"             | Jonathan Taylor Thomas | Michael Shipley        | 19 de fevereiro de 2016 | 5ATP17          | 6.67                |
| 103          | 17  | "Tanks for the Memories" | Victor Gonzalez        | Mike Teverbaugh        | 26 de fevereiro de 2016 | 5ATP16          | 6.87                |
| 104          | 18  | "He Shed She Shed"       | Victor Gonzalez        | Lisa K. Nelson         | 11 de março de 2016     | 5ATP18          | 6.24                |
| 105          | 19  | "Outdoor Woman"          | Victor Gonzalez        | Pat Bullard            | 18 de março de 2016     | 5ATP19          | 7.04                |
| 106          | 20  | "Tattoo"                 | Tim Allen              | Gracie Charters        | 8 de abril de 2016      | 5ATP20          | 6.44                |
| 107          | 21  | "The Marriage Doctor"    | Tim Clark              | Lisa K. Nelson         | 15 de abril de 2016     | 5ATP21          | 6.34                |
| 108          | 22  | "The Shortcut"           | Victor Gonzalez        | Matt Berry & Ed Yeager | 22 de abril de 2016     | 5ATP22          | 5.94                |

### 6ª temporada (2016–17)
| No. na série | No. | Título                              | Dirigido por    | Escrito por                   | Exibição                | Código de prod. | Audiência (milhões) |
| ------------ | --- | ----------------------------------- | --------------- | ----------------------------- | ----------------------- | --------------- | ------------------- |
| 109          | 1   | "Papa Bear"                         | Victor Gonzalez | Michael Shipley               | 23 de setembro de 2016  | 6ATP01          | 5.95                |
| 110          | 2   | "Gameday Forecast: Showers"         | Victor Gonzalez | Kevin Abbott                  | 30 de setembro de 2016  | 6ATP02          | 5.84                |
| 111          | 3   | "Where There's Smoke, There's Ire"  | Victor Gonzalez | Lisa K. Nelson                | 7 de outubro de 2016    | 6ATP03          | 5.68                |
| 112          | 4   | "Boyd Will Be Boyd"                 | Victor Gonzalez | Kevin Hench                   | 14 de outubro de 2016   | 6ATP04          | 5.65                |
| 113          | 5   | "Trick or Treat"                    | Victor Gonzalez | Ed Yeager                     | 21 de outubro de 2016   | 6ATP06          | 6.44                |
| 114          | 6   | "A New Place for One of Our People" | Victor Gonzalez | Mike Teverbaugh               | 4 de novembro de 2016   | 6ATP05          | 6.26                |
| 115          | 7   | "Bridezilla vs. The Baxters"        | Victor Gonzalez | Maisie Culver                 | 11 de novembro de 2016  | 6ATP07          | 6.34                |
| 116          | 8   | "My Father the Car"                 | Victor Gonzalez | Jon Haller                    | 18 de novembro de 2016  | 6ATP08          | 6.55                |
| 117          | 9   | "Precious Snowflake"                | Victor Gonzalez | Mike Haukom                   | 2 de dezembro de 2016   | 6ATP09          | 6.29                |
| 118          | 10  | "Help Wanted"                       | Victor Gonzalez | Sid Youngers                  | 9 de dezembro de 2016   | 6ATP10          | 6.57                |
| 119          | 11  | "My Name is Rob"                    | Victor Gonzalez | Matt Berry                    | 16 de dezembro de 2016  | 6ATP11          | 6.78                |
| 120          | 12  | "Three Sisters"                     | Victor Gonzalez | Holly Hester                  | 6 de janeiro de 2017    | 6ATP12          | 7.75                |
| 121          | 13  | "Explorers"                         | Tim Clark       | Mike Teverbaugh               | 13 de janeiro de 2017   | 6ATP13          | 7.17                |
| 122          | 14  | "A House Divided"                   | Victor Gonzalez | Michael Shipley               | 20 de janeiro de 2017   | 6ATP14          | 6.93                |
| 123          | 15  | "The Fixer"                         | Victor Gonzalez | Jon Haller                    | 27 de janeiro de 2017   | 6ATP15          | 7.01                |
| 124          | 16  | "The Force"                         | Jean Sagal      | Kevin Hench                   | 3 de fevereiro de 2017  | 6ATP16          | 6.59                |
| 125          | 17  | "The Friending Library"             | Tim Allen       | Pat Bullard                   | 17 de fevereiro de 2017 | 6ATP17          | 6.54                |
| 126          | 18  | "Take Me to Church"                 | Victor Gonzalez | Jon Haller & Maisie Culver    | 24 de fevereiro de 2017 | 6ATP18          | 6.60                |
| 127          | 19  | "House of Tutor"                    | Victor Gonzalez | Dylan Tanous                  | 10 de março de 2017     | 6ATP19          | 5.69                |
| 128          | 20  | "Heavy Meddle"                      | Victor Gonzalez | Richard Brandon Manus         | 17 de março de 2017     | 6ATP20          | 6.15                |
| 129          | 21  | "Bad Heir Day"                      | Victor Gonzalez | Ed Yeager & Lisa K. Nelson    | 24 de março de 2017     | 6ATP21          | 6.10                |
| 130          | 22  | "Shadowboxing"                      | Victor Gonzalez | Michael Shipley & Mike Haukom | 31 de março de 2017     | 6ATP22          | 6.06                |

### 7ª temporada (2018–19)
| No. na série | No. | Título                              | Dirigido por      | Escrito por                                                        | Exibição                | Código de prod. | Audiência (milhões) |
| ------------ | --- | ----------------------------------- | ----------------- | ------------------------------------------------------------------ | ----------------------- | --------------- | ------------------- |
| 131          | 1   | "Welcome Baxter"                    | John Pasquin      | Kevin Abbott                                                       | 28 de setembro de 2018  | 7ATP01          | 8.13                |
| 132          | 2   | "Man vs. Myth"                      | John Pasquin      | Matt Berry                                                         | 5 de outubro de 2018    | 7ATP02          | 6.15                |
| 133          | 3   | "Giving Mike the Business"          | John Pasquin      | Jon Haller                                                         | 12 de outubro de 2018   | 7ATP03          | 6.32                |
| 134          | 4   | "Bride of Pranksenstein"            | Jean Sagal        | Claire Mulaney                                                     | 19 de outubro de 2018   | 7ATP07          | 6.28                |
| 135          | 5   | "One Flew Into the Empty Nest"      | Andy Cadiff       | Ed Yeager                                                          | 2 de novembro de 2018   | 7ATP04          | 6.11                |
| 136          | 6   | "The Courtship of Vanessa's Mother" | Andy Cadiff       | Mike Teverbaugh & Linda Teverbaugh                                 | 9 de novembro de 2018   | 7ATP05          | 6.30                |
| 137          | 7   | "Dreams vs. Reality"                | Jean Sagal        | Jacob Brown                                                        | 16 de novembro de 2018  | 7ATP08          | 5.97                |
| 138          | 8   | "HR's Rough n' Stuff"               | Victor Gonzalez   | Josh Greenberg                                                     | 7 de dezembro de 2018   | 7ATP09          | 5.43                |
| 139          | 9   | "The Gift of the Mike Guy"          | Robbie Countryman | Jon Haller                                                         | 14 de dezembro de 2018  | 7ATP10          | 5.44                |
| 140          | 10  | "Three for the Road"                | Dave Cove         | Jordan Black                                                       | 4 de janeiro de 2019    | 7ATP06          | 5.66                |
| 141          | 11  | "Common Ground"                     | Phill Lewis       | Pat Bullard                                                        | 11 de janeiro de 2019   | 7ATP11          | 6.16                |
| 142          | 12  | "Cabin Pressure"                    | Victor Gonzalez   | Mike Teverbaugh & Linda Teverbaugh                                 | 1 de fevereiro de 2019  | 7ATP12          | 5.93                |
| 143          | 13  | "The Best Man"                      | Victor Gonzalez   | Matt Berry                                                         | 15 de fevereiro de 2019 | 7ATP14          | 5.98                |
| 144          | 14  | "Sibling Quibbling"                 | Victor Gonzalez   | Josh Greenberg                                                     | 15 de fevereiro de 2019 | 7ATP15          | 5.64                |
| 145          | 15  | "Arrest Her Development"            | Victor Gonzalez   | Erin Berry                                                         | 22 de fevereiro de 2019 | 7ATP13          | 5.37                |
| 146          | 16  | "Urban Exploring"                   | Victor Gonzalez   | Jordan Black                                                       | 1 de março de 2019      | 7ATP16          | 5.44                |
| 147          | 17  | "Cards on the Table"                | Victor Gonzalez   | Jacob Brown                                                        | 8 de março de 2019      | 7ATP17          | 5.33                |
| 148          | 18  | "Otherwise Engaged"                 | Victor Gonzalez   | História por: Tommy WrightRoteiro por: Brett Isaacson & TJ Martell | 15 de março de 2019     | 7ATP19          | 5.16                |
| 149          | 19  | "The Passion of Paul"               | Tim Allen         | Pat Bullard                                                        | 22 de março de 2019     | 7ATP18          | 5.09                |
| 150          | 20  | "Yass Queen"                        | Tim Clark         | Kevin Hench                                                        | 19 de abril de 2019     | 7ATP20          | 4.82                |
| 151          | 21  | "The Favourite"                     | Jean Sagal        | Ed Yeager                                                          | 3 de maio de 2019       | 7ATP21          | 4.26                |
| 152          | 22  | "A Moving Finale"                   | Victor Gonzalez   | Kevin Abbott                                                       | 10 de maio de 2019      | 7ATP22          | 4.72                |

### 8ª temporada (2020)
| No. na série | No. | Título                        | Dirigido por        | Escrito por                                                        | Exibição                | Código de prod. | Audiência (milhões) |
| ------------ | --- | ----------------------------- | ------------------- | ------------------------------------------------------------------ | ----------------------- | --------------- | ------------------- |
| 153          | 1   | "No Parental Guidance"        | Andy Cadiff         | Kevin Abbott                                                       | 2 de janeiro de 2020    | 8ATP01          | 5.21                |
| 154          | 2   | "Wrench in the Works"         | Andy Cadiff         | Jon Haller                                                         | 2 de janeiro de 2020    | 8ATP02          | 5.21                |
| 155          | 3   | "Yours, Wine, and Ours"       | Victor Gonzalez     | Mike Teverbaugh & Linda Teverbaugh                                 | 9 de janeiro de 2020    | 8ATP03          | 4.35                |
| 156          | 4   | "You've Got Male (or Female)" | Victor Gonzalez     | Kevin Hench                                                        | 9 de janeiro de 2020    | 8ATP04          | 4.35                |
| 157          | 5   | "The Office"                  | Victor Gonzalez     | Pat Bullard                                                        | 16 de janeiro de 2020   | 8ATP06          | 4.79                |
| 158          | 6   | "Mysterious Ways"             | Victor Gonzalez     | Matt Berry                                                         | 16 de janeiro de 2020   | 8ATP05          | 4.79                |
| 159          | 7   | "Bedtime Story"               | Robbie Countryman   | Josh Greenberg                                                     | 23 de janeiro de 2020   | 8ATP07          | 4.45                |
| 160          | 8   | "Romancing the Stone"         | Robbie Countryman   | Mackenzie Yeager                                                   | 30 de janeiro de 2020   | 8ATP08          | 3.94                |
| 161          | 9   | "Girls Rock"                  | Dave Cove           | Claire Mulaney                                                     | 6 de fevereiro de 2020  | 8ATP09          | 3.98                |
| 162          | 10  | "Break Out the Campaign"      | Tim Allen           | Jordan Black                                                       | 13 de fevereiro de 2020 | 8ATP10          | 3.66                |
| 163          | 11  | "Baked Sale"                  | Andy Cadiff         | Jenny Yang                                                         | 20 de fevereiro de 2020 | 8ATP11          | 3.64                |
| 164          | 12  | "I'm with Cupid"              | Andy Cadiff         | Jacob Brown                                                        | 27 de fevereiro de 2020 | 8ATP13          | 4.10                |
| 165          | 13  | "Student Doubt"               | Leslie Kolins Small | Pat Bullard                                                        | 5 de março de 2020      | 8ATP12          | 3.52                |
| 166          | 14  | "This Too Shall Bass"         | Andy Cadiff         | Erin Berry                                                         | 12 de março de 2020     | 8ATP14          | 3.67                |
| 167          | 15  | "Chili Chili Bang Bang"       | Victor Gonzalez     | Jon Haller                                                         | 19 de março de 2020     | 8ATP15          | 4.70                |
| 168          | 16  | "Along Came a Spider"         | Victor Gonzalez     | Ed Yeager                                                          | 26 de março de 2020     | 8ATP16          | 4.40                |
| 169          | 17  | "Keep the Change"             | Victor Gonzalez     | Mike Teverbaugh & Linda Teverbaugh                                 | 2 de abril de 2020      | 8ATP17          | 4.10                |
| 170          | 18  | "Garage Band"                 | Amanda Fuller       | Josh Greenberg                                                     | 9 de abril de 2020      | 8ATP18          | 4.16                |
| 171          | 19  | "The Big LeBaxter"            | Andy Cadiff         | Erin Berry                                                         | 16 de abril de 2020     | 8ATP19          | 3.86                |
| 172          | 20  | "Extrasensory Deception"      | Victor Gonzalez     | História por: Tommy WrightRoteiro por: Brett Isaacson & TJ Martell | 23 de abril de 2020     | 8ATP20          | 4.14                |
| 173          | 21  | "How You Like Them Pancakes?" | Victor Gonzalez     | Jacob Brown                                                        | 30 de abril de 2020     | 8ATP21          | 4.25                |

### 9ª temporada (2021)
| No. na série | No. | Título                         | Dirigido por        | Escrito por                                                        | Exibição                | Código de prod. | Audiência (milhões) |
| ------------ | --- | ------------------------------ | ------------------- | ------------------------------------------------------------------ | ----------------------- | --------------- | ------------------- |
| 174          | 1   | "Time Flies"                   | Victor Gonzalez     | Erin Berry                                                         | 3 de janeiro de 2021    | 9ATP02          | 2.52                |
| 175          | 2   | "Dual Time"                    | Victor Gonzalez     | Jon Haller                                                         | 7 de janeiro de 2021    | 9ATP01          | 3.30                |
| 176          | 3   | "High on the Corporate Ladder" | Victor Gonzalez     | Mike Teverbaugh & Linda Teverbaugh                                 | 14 de janeiro de 2021   | 9ATP04          | 2.84                |
| 177          | 4   | "Jen Again"                    | Victor Gonzalez     | Jenny Yang                                                         | 21 de janeiro de 2021   | 9ATP05          | 2.64                |
| 178          | 5   | "Outdoor Toddler"              | Victor Gonzalez     | Kevin Hench                                                        | 28 de janeiro de 2021   | 9ATP03          | 2.53                |
| 179          | 6   | "A Fool and His Money"         | Victor Gonzalez     | Josh Greenberg                                                     | 4 de fevereiro de 2021  | 9ATP06          | 2.51                |
| 180          | 7   | "Preschool Confidential"       | Victor Gonzalez     | Pat Bullard                                                        | 11 de fevereiro de 2021 | 9ATP07          | 2.25                |
| 181          | 8   | "Lost and Found"               | Victor Gonzalez     | King Hassan                                                        | 18 de fevereiro de 2021 | 9ATP08          | 2.32                |
| 182          | 9   | "Grill in the Mist"            | Robbie Countryman   | Jacob Brown                                                        | 25 de fevereiro de 2021 | 9ATP10          | 2.52                |
| 183          | 10  | "Meatless Mike"                | Dave Cove           | Ed Yeager                                                          | 4 de março de 2021      | 9ATP12          | 2.50                |
| 184          | 11  | "Granny Nanny"                 | Robbie Countryman   | Claire Mulaney                                                     | 11 de março de 2021     | 9ATP11          | 2.42                |
| 185          | 12  | "Midwife Crisis"               | Victor Gonzalez     | Kevin Hench                                                        | 18 de março de 2021     | 9ATP13          | 2.38                |
| 186          | 13  | "Your Move"                    | Robbie Countryman   | Erin Berry                                                         | 25 de março de 2021     | 9ATP14          | 2.42                |
| 187          | 14  | "The Two Nieces of Eve"        | Dave Cove           | Jordan Black                                                       | 8 de abril de 2021      | 9ATP09          | 2.22                |
| 188          | 15  | "Butterfly Effect"             | Amanda Fuller       | Jon Haller                                                         | 15 de abril de 2021     | 9ATP15          | 2.47                |
| 189          | 16  | "Parent-normal Activity"       | Jordan Masterson    | História por: Tommy WrightRoteiro por: Brett Isaacson & TJ Martell | 22 de abril de 2021     | 9ATP16          | 2.63                |
| 190          | 17  | "Love & Negotiation"           | Christoph Sanders   | Mike Teverbaugh & Linda Teverbaugh                                 | 29 de abril de 2021     | 9ATP17          | 2.11                |
| 191          | 18  | "Yoga and Boo-Boo"             | Leslie Kolins Small | Pat Bullard                                                        | 6 de maio de 2021       | 9ATP18          | 2.14                |
| 192          | 19  | "Murder, She Wanted"           | Victor Gonzalez     | Josh Greenberg & Jon Haller                                        | 13 de maio de 2021      | 9ATP19          | 2.35                |
| 193          | 20  | "Baxter Boot Camp"             | Kit Wilkinson       | Ed Yeager                                                          | 20 de maio de 2021      | 9ATP20          | 2.63                |
| 194          | 21  | "Keep On Truckin'"             | Andy Cadiff         | Tim Allen                                                          | 20 de maio de 2021      | 9ATP21          | 2.63                |